# Wolfenstein: The New Order
Wolfenstein: The New Order è uno sparatutto in prima persona di genere fantascientifico-ucronico sviluppato da MachineGames e pubblicato da Bethesda Softworks nel 2014.

## Trama
Successivamente agli eventi di "Wolfenstein -  The Old Blood", nel 1946 William "B.J." Blazkowicz sorvola il Mar Baltico vicino alle coste della Polonia con la sua unità, di cui fanno parte il pilota veterano scozzese Fergus Reid e il soldato semplice Probst Wyatt III, con il compito di assaltare una fortezza dei Nazisti e trovare e uccidere il generale Wilhelm Strasse (alias Deathshead). Il generale nazista, oltre ad essere l'acerrimo nemico di Blazkowicz, è anche la mente dietro l'avanzamento bellico nazista che, negli ultimi tempi, sta schiacciando gli alleati in Europa e sta per portare i Nazisti alla vittoria. La missione d'infiltrarsi e ucciderlo nel suo complesso, però, si rivela un completo fallimento. BJ, Fergus e Wyatt vengono catturati e uno di loro verrà sacrificato per gli orribili esperimenti del generale. Riuscito a fuggire insieme al compagno sopravvissuto, Blazkowicz viene colpito da una scheggia alla testa finendo in stato di coma. Verrà poi salvato e in seguito ricoverato in un manicomio, dove egli trascorre i successivi quattordici anni in stato vegetativo accudito da Anya Oliwa, un'infermiera polacca, e dai suoi genitori. Per motivi misteriosi, Anya Oliwa era consapevole che prima o poi Blazkowicz sarebbe arrivato da lei, affermando che era da molto tempo che lo stava aspettando. I genitori di Anya sostengono che la figlia abbia dei misteriosi poteri. Infatti Anya percepisce, nonostante lo stato vegetativo di Blazkowicz, che egli è cosciente e sa cosa gli capita intorno lasciando intendere di essere già innamorata di lui. Nel suo stato Blazkowicz osserva come i genitori di Anya sono regolarmente costretti a consegnare i pazienti alle autorità naziste, che li considerano subumani per le loro disabilità.
Nel 1960 i nazisti ordinano di chiudere il manicomio, uccidendo tutti i pazienti e la famiglia di Anya che aveva opposto resistenza. Blazkowicz si risveglia dal suo stato vegetativo mentre sta per essere freddato da un soldato, e una volta ripresosi uccide la squadra di sterminio e fugge con Anya, ritrovandosi in un mondo completamente trasformato e stravolto dall'ordine nazista. Arrivati alla fattoria dei nonni di Anya, Blazkowicz scopre cos'è accaduto in sua assenza: grazie alle tecnologie innovative create da Deathshead, la Germania nazista è infine riuscita a porre fine alla seconda guerra mondiale, vincendola nel 1948 e riuscendo ad instaurare il suo «Nuovo Ordine».
Città come Parigi, Londra, Mosca e Washington sono cadute sotto il dominio nazista. Su New York i tedeschi non si sono fatti scrupolo a sganciare una bomba atomica e hanno persino eseguito un allunaggio nel 1951, in una continua voglia di espansione e tirannia che continua ancora, con una campagna di conquista del continente africano, tramite un ponte che hanno costruito sullo stretto di Gibilterra.
Blazkowicz non si dà per vinto e insieme ad Anya inizia una campagna per rimettere insieme quel poco di resistenza che ancora rimane. Interrogando l'ufficiale tedesco della squadra di sterminio che si era nascosto nel portabagagli della macchina, B.J scopre che i membri più importanti della Resistenza sono prigionieri nella prigione di Eisenwald a Berlino. Durante il viaggio sul treno, Blazkowicz incontra il comandante del campo di lavoro forzato Frau Engel e il suo compagno Hans "Bubi" Winkle. Engel sembra sottoporre Blazkowicz ad un test di purezza razziale, che apparentemente "fallisce" prima che l'ufficiale rivela che era solo uno scherzo e lasciandolo andare. Dopo l'incontro con Engel, Blazkowicz e Anya iniziano una relazione romantica. Quando arrivano a Berlino, Anya aiuta Blazkowicz ad entrare nella prigione, dove salva il compagno di squadra che risparmiò quattordici anni prima, che lo condurrà alla sede da quel che resta del Circolo Kreisau guidato da Caroline Becker, sopravvissuta ma rimasta paralizzata dal colpo ricevuto da Hans Grosse nel 1943.
Con il ritorno di Blazkowicz, la Resistenza aumenta le proprie attività attaccando una base spaziale a Londra, il London Nautica, rubando documenti segreti e prototipi dei velivoli VTOL. I documenti rivelano che i nazisti stanno creando una versione fortemente migliorata del calcestruzzo, permettendo loro di costruire le città in settimane, ma che un sabotatore ha manipolato la miscela causando lo sviluppo di muffa e lo sgretolamento del materiale. Guardando un elenco di detenuti esperti in manomissioni, la Resistenza scopre di un certo Set Roth, un orologiaio che è imprigionato nel campo di lavoro forzato di Frau Engel a Belica, in Croazia. Blazkowicz si infiltra nel campo e incontra Set, il quale gli dice che i nazisti hanno rubato e copiato la tecnologia sviluppata da lui e una società segreta di scienziati ebrei, il Da'at Yichud, per produrre le macchine che hanno vinto la guerra, offrendosi di aiutare la Resistenza in cambio della distruzione del campo di lavoro. Blazkowicz accetta e trova una batteria che può alimentare un telecomando segretamente sviluppata da Set, ma viene catturato da Frau Engel. Mentre stanno per essere giustiziati, BJ dà in segreto la batteria a Set, utilizzandola per controllare in remoto il robot più grande del campo, che mette KO Engel sfigurandola al volto, permettendo poi ai due di distruggere il campo e liberare i detenuti.
Con la competenza di Set, BJ e il circolo di Kreisau conquistano un U-Boot per arrivare a una delle Volte tecnologiche del Da'at Yichud sotto l'Oceano Atlantico. Grazie a questa tecnologia intercettano un funzionario superiore di una base lunare nazista, dove sono memorizzati i codici di decrittografia per i cannoni nucleari U-Bot. Blazkowicz uccide il funzionario e prende il suo posto, rubando i codici dalla base lunare. Tuttavia, tornando sulla Terra scopre che Frau Engel ha scovato il nascondiglio principale della Resistenza, catturando Anya e Set. BJ riesce a evacuare il nascondiglio della Resistenza con Caroline (che torna a camminare grazie a una tuta del Da'at Yichud) e il sopravvissuto, fuggendo con l U-Boot.
Dotato della tecnologia di Set, il gruppo attacca la fortezza personale di Deathshead (lo stesso imponente castello che era stato attaccato all'inizio del gioco). Durante l'infiltrazione Winkle, il compagno di Engel, cerca di immobilizzare BJ con un narcotico per poterlo uccidere davanti alla sua amata tramite una telecamera remota, ma la scheggia presente nella testa di Blazkowicz impedisce al siero di avere effetto e gli permette di uccidere il nazista sotto gli occhi di Engel. Dopo aver salvato ed evacuato i prigionieri della Resistenza catturati, Blazkowicz sale in cima alla fortezza e raggiunge i laboratori di Deathshead. Deathshead saluta Blazkowicz, rivelandogli che possiede il cervello del soldato che Blazkowicz ha scelto di sacrificare quattordici anni fa, e lo mette in un robot. Il robot prende vita e attacca Blazkowicz, che lo sconfigge e da pace al compagno d'arme distruggendo il cervello. Deathshead decide di eliminare Blazkowicz personalmente usando un robot pesantemente armato e pilotato da lui stesso. Blazkowicz sconfigge il robot e trascina Deathshead fuori dalla sua cabina di guida. Tuttavia, mentre sta per ucciderlo, il generale rivela una granata nascosta che esplode, uccidendo Deathshead e ferendo gravemente Blazkowicz. BJ striscia verso un'apertura e vede Caroline, Set e Anya evacuare i prigionieri. Guardandola, BJ paragona Anya, che tiene una lanterna elettrica, alla Statua della Libertà, ricordando i famosi versi del Nuovo Colosso, prima che il sopravvissuto chieda il permesso di distruggere la fortezza con i cannoni nucleari dell'U-Boot. Blazkowicz conferma l'ordine, e lo schermo diventa nero.
Dopo i crediti si sente un'esplosione seguita da un tuono e dall'illuminazione e un elicottero mentre si sta avvicinando.

## Personaggi
- William "BJ" Blazkowicz: famoso eroe americano e agente dell'United States Office of Secret Actions (OSA), organizzazione di fantasia ispirata all'Office of Strategic Services. Dopo un fallito tentativo di fermare Deathshead e di cambiare le sorti della guerra nel 1946, Blazkowicz è finito in uno stato vegetativo per 14 anni a causa di una scheggia di ferro di 10 cm nella testa. Dopo essersi risvegliato dal suo stato catatonico nel 1960 e scioccato alla vista del mondo dopo la vittoria del nemico, un determinato Blazkowicz si sforza di liberare il mondo dal regime nazista.
- Wilhelm "Deathshead" Strasse: antagonista principale, Deathshead è la nemesi di lunga data di Blazkowicz, generale nazista e scienziato noto per i suoi esperimenti malvagi e disumani. Dopo essere sopravvissuto alla distruzione del portale nel suo zeppelin e del Sole Nero nel 1943, ha rinunciato a cercare di sfruttare il potere dell'occulto, concentrandosi invece sulla scienza, sviluppando tecnologie molto più avanzate grazie ai nuovi studi sul Da'at Yichud. Le macchinazioni e le invenzioni di Deathshead hanno contribuito alla vittoria del Terzo Reich, consentendo loro di conquistare il mondo praticamente incontrastati.
- Anya Oliwa: infermiera polacca che si è occupata di Blazkowicz durante i suoi quattordici anni di catatonia, durante i quali tra i due è nato un affetto reciproco. Si unisce al Circolo Kreisau come agente di intelligence.
- Caroline Becker: leader del vecchio Circolo Kreisau a Isenstadt. Dopo essere sopravvissuta alla sparatoria di Hans Grosse nel 1943, Caroline è riuscita a rimanere viva, anche se ridotta a una paraplegica, e ha cercato di ricostruire la sua precedente Resistenza per combattere contro il dominio nazista.
- Fergus Reid: un pilota veterano scozzese e amico da lungo tempo di Blazkowicz. Se salvato durante il Prologo, Fergus insegnerà a Blazkowicz come manomettere alcune serrature meccaniche e i kit di Salute aggiuntivi compariranno come collezionabili durante la campagna. Introdurrà anche Tekla nella resistenza.
- Probst Wyatt III: Ex recluta degli Stati Uniti e ufficiale (se salvato) del Circolo Kreisau. Ha una grande ammirazione per Blazkowicz ed è un amico di J. Se salvato durante il Prologo, Wyatt insegnerà a Blazkowicz come togliere le serrature e i kit di Armatura aggiuntivi compariranno come collezionabili durante la campagna.
- Irene Frau Engel: leader della Lega delle ragazze tedesche e Tenente Colonnello delle SS, Frau Engel è il comandante del campo di concentramento a Belica in Croazia. Orribilmente mutilata durante la fuga dalla prigione da Blazkowicz e Set Roth, si occuperà in seguito di scovare il nascondiglio della Resistenza.
- Hans "Bubi" Winkle: il sadico "bel compagno" di Frau Engel nonostante la donna sia quasi tre volte la sua età. Nonostante venisse da una famiglia prestigiosa, Bubi ebbe un'infanzia dura dove la sua scarsa performance e l'eventuale occupazione a Belica erano fonti costanti di delusione per i genitori.
- Tekla: una donna eccentrica della Resistenza molto interessata alle equazioni e ai risultati e sta costantemente cercando di mantenere il suo "modello" e trovare reazioni ai problemi.
- J: un chitarrista americano che si unisce alla Resistenza dopo che la macchina da guerra nazista fece cadere una bomba nucleare sulla sua terra nativa.
- Klaus Kreutz: un ex nazista che ha disertato dai loro ranghi quando il regime ha ordinato l'esecuzione della moglie e del figlio. Ora fa parte della resistenza e agisce anche come custode di Max Hass.
- Max Hass: un uomo forzuto ma stranamente infantile a causa del cranio deformato sul lato sinistro. Fu trovato in strada e curato da Klaus Kreutz. Max è un pacifista ed è facilmente spaventato alla vista e i suoni della sofferenza e della violenza, ma non esita ad usare la sua forza brutale per proteggere ciò a cui tiene.
- Bobby Bram: un membro della Resistenza inglese che ha perso la moglie durante l'occupazione di Londra dei nazisti. È profondamente depresso, ma ha un forte risentimento per il Terzo Reich ed è disposto a sacrificarsi se significa la distruzione del regime.
- Set Roth: un orologiaio ebreo e custode segreto di un antico collettivo - il Da'at Yichud. Dopo essere stato salvato da un campo di concentramento, Roth si è unito alla Resistenza e ha fornito loro alcune tecnologie e informazioni di valore che contribuiscono in gran parte al successo finale del Cricolo Kreisau contro la macchina da guerra nazista.
- Bombate: un membro della Resistenza di Namibia che ha partecipato ad assalti in Africa contro l'Afrika Korps, ma è stato catturato e inviato ai campi di lavoro. È diventato parte della Resistenza di Kreisau dopo essere stato liberato.

## Modalità di gioco
The New Order è principalmente incentrato su una trama particolarmente approfondita, e non conta su una modalità multiplayer. Bethesda Softworks ha inoltre dichiarato di non aver criticato in nessun modo questa scelta di MachineGames, e neanche di averli spinti a cambiare le loro decisioni. Pete Hines ha certificato che si tratta di uno sparatutto in prima persona non convenzionale, e che il livello di difficoltà è stato spinto ai massimi livelli, come i precedenti capitoli, senza però allo stesso tempo creare situazioni troppo ostiche per il giocatore.
Vi è inoltre il ritorno dell'Obergruppenführer Wilhelm Strasse, noto come Deathshead, antagonista principale dei due precedenti capitoli, Return to Castle Wolfenstein e Wolfenstein.

## Sviluppo
Il gioco è stato annunciato il 7 maggio 2013, tramite un trailer con tema musicale All Along the Watchtower eseguita da Jimi Hendrix, e segue gli eventi della saga reboot iniziata con Return to Castle Wolfenstein (2001) e Wolfenstein (2009). Il gioco utilizza il motore grafico sviluppato da id Software, l'id Tech 5.
Il gioco era previsto per l'ultimo trimestre del 2013, ma slittò al 2014. Il 19 febbraio Bethesda Softworks rivelò che la data di pubblicazione per il gioco sarebbe stata il 20 maggio in America settentrionale e inizialmente il 23 maggio in Europa; spostata poi, nel mese di marzo, al 20 maggio.

## Censura
Nella versione tedesca del gioco ogni riferimento al nazismo è stato censurato secondo la legge tedesca che proibisce la rappresentazione del nazismo (con simboli o letteralmente) in opere senza comprovato valore storico quali ad esempio filmati di repertorio, difatti, è stato sostituito il termine "nazismo" con "regime" e sono state eliminate le svastiche, sostituendole con il simbolo del gioco.

## Colonna sonora
La colonna sonora del gioco è composta da brani della Neumond Records, casa di produzione fittizia che domina l'intera scena discografica. I brani possono essere sentiti alle radio o in certi momenti del gioco.
Alcuni dei gruppi che si possono sentire sono delle versioni parallele di gruppi realmente esistenti, come i Käfer che altro non sono che la versione nazista dei Beatles (infatti "Käfer" in tedesco significa appunto "Scarabeo"); secondo la Neumond Records, a quattro ragazzi inglesi provenienti da Liverpool venne fatta una proposta: o avrebbero cominciato a cantare in tedesco o sarebbero morti per mano dei Nazisti; la canzone "Haus Abendrot" che si vede anche nel trailer è versione nazista di House of the Rising Sun eseguita dagli Animals.
I brani che si possono sentire sono:
- Berlin Boys and Stuttgart Girls di Viktor & Die Vokalisten
- Toe the Line dei The Bunkers (Parodia delle canzoni dei The Kinks)
- Mein Kleiner VW di Hans (Parodia di Summertime Blues di Eddie Cochran)
- Ich bin überall degli Schwarz-Rote Welle
- Weltraumsurfen dei Comet Tails (Parodia delle canzoni dei Beach Boys)
- Zug nach Hamburg dei Die Schäferhunde (Cover di Last Train to Clarksville dei The Monkees)
- Tapferer Kleiner Liebling di Karl und Karla (Cover di "Hey Paula" di Paul and Paula)
- Mond, Mond, Ja, Ja dei Käfer
- Boom! Boom! di Ralph Becker (Cover di Boom Boom di John Lee Hooker)
- Nowhere to Run delle Partei Damen (Cover di Nowhere to Run, di Martha and the Vandellas)
- Haus Abendrot di Wilbert Eckart und seine Volksmusik Stars (Cover di House of the Rising Sun degli Animals)

Durante i titoli di coda è presente un'ulteriore brano creato appositamente per il videogioco, "I Believe" composto e cantato da Melissa Hollick. Il brano vuole essere una dichiarazione dal grande contenuto emotivo di Anya a B.J.

## Doppiaggio
Di seguito sono riportati i doppiatori che hanno prestato la voce ai principali personaggi del videogioco:
| Personaggio                       | Doppiatore originale | Doppiatore italiano |
| --------------------------------- | -------------------- | ------------------- |
| William "B.J." Blazkowicz         | Brian Bloom          | Mario Zucca         |
| Anya Oliwa                        | Alicja Bachleda      | Beatrice Caggiula   |
| Fergus Reid                       | Gideon Emery         | Antonello Governale |
| Probst Wyatt III                  | A. J. Trauth         | Francesco Mei       |
| Gen. Wilhelm "Deathshead" Strasse | Dwight Schultz       | Bruno Slaviero      |
| Caroline Becker                   | Bonita Friedericy    | Stefania Patruno    |
| Seth Roth                         | Mark Ivanir          | Mario Scarabelli    |
| Klaus Kreutz                      | Ken Lally            | Paolo Sesana        |
| Max Hass                          | Alex Solowitz        | -                   |
| Irene Engel                       | Nina Franoszek       | Daniela Fava        |
| Bubi                              | Thomas Mikusz        | Ruggero Andreozzi   |
| Tekla                             | Carla Tassara        | Daniela Fava        |
| Prendergast                       | Nicholas Tucci       | -                   |
| J                                 | Leith M. Burke       | Davide Albano       |
| Bobby Bram                        | Ian Paul Cassidy     | Davide Albano       |
| Roman Targonski                   | Paul Savior          | Giuseppe Russo      |
| Olenka Targonski                  | Nina Polan           | Daniela Fava        |
| Bombate                           | Erik LaRay Harvey    | Renzo Ferrini       |
| Friedrich Keller                  | Heiko Obermöller     | Alessandro Zurla    |
| Gates                             | Carlos Pratts        | Davide Albano       |
| Prendergast                       | Nicholas Tucci       | Ruggero Andreozzi   |
| Krzysztof Oliwa                   | Jack Dimich          | Claudio Ridolfo     |
| Róza Oliwa                        | Aleksandra Kaniac    | -                   |
| Cap. Anton Krieger                | Thure Riefenstein    | Riccardo Peroni     |

Il doppiaggio italiano è stato realizzato dalla Synthesis International di Milano.

## Easter Egg
- Dormendo in un letto il protagonista si ritrova a giocare al primo gioco della serie Wolfenstein 3D; inoltre tra i trafiletti di giornali alle pareti si vede la notizia di un tour mondiale di una band tedesca che ricorda un album dei Beatles (i Käfer, appunto, che cominceranno il "Blaue U-Boot Tour", ovvero il tour del Sottomarino Blu, riprendendo così anche la celebre canzone Yellow Submarine).
- Durante il gioco sarà possibile vedere più volte la porta di un vault con su scritto 101, rimando al Vault 101 di Fallout 3, questo Easter Egg può essere visto nei seguenti capitoli: 5, 7, 9, 15.
- Sul letto di Max Hass, nel rifugio a Berlino, potete trovare la Stella di Super Mario.
- Lanciarazzi di Quake 3: All’inizio del Capitolo 6 London Nautica guardate il portachiavi di Bobby Bram mentre accende la macchina e potrete notare il Lanciarazzi di Quake 3.
- BioShock: Nel Capitolo 4 mentre scapperete dalla prigione di Eisenwald il vostro compagno della resistenza dirà questa frase citando Bioshock: «Blazko, vuoi gentilmente sparare a questo nazista nella sua dannata faccia?» (in  BioShock la mente dell'anonimo protagonista "Jack" era stata resa manipolabile attraverso due parole di facile utilizzo: "per cortesia", frase che gli viene ripetuta spesso da diversi personaggi nel corso dell'avventura).

## The Old Blood
Wolfenstein: The Old Blood è un'espansione di Wolfenstein: The New Order. Oltre a costituire un remake della prima parte di Return to Castle Wolfenstein, il titolo funge da prequel alle vicende che coinvolgeranno il protagonista Blazkowicz nell'avventura principale. Diviso in due parti l'espansione della MachineGames, la cui uscita è il 5 maggio 2015, è anche un'occasione per tornare all'origine, visto che il luogo in cui si divincola il giocatore è il castello che dà il nome all'intera saga.

### Trama
Marzo 1946. "B.J" parte in missione speciale in Baviera, col compito di infiltrarsi al castello Wolfenstein e scoprire le coordinate del complesso segreto del generale Wilhelm "Deathshead" Strasse.
Nella prima parte della missione "Rudi Jäger e la tana dei lupi" Blazkowicz grazie all'aiuto di un altro agente dell'UOS, Wesley, si infiltra nel castello di proprietà della famosa archeologa, nonché Obersturmbannführer, Helga Von Schabbs. Qui vengono sorpresi e imprigionati subito da Rudi Jäger, sadico comandante delle prigioni e braccio destro di Helga.
Fuggito dalla cella, "B.J" si fa strada tra i saloni e i corridoi del forte, dove ritrova troppo tardi Wesley, avendo anche un confronto violento con Rudi. Resistendo alle sue torture l'americano, prima uccide il fedele cane "Greta" e poi uccide Jäger stesso nella taverna del villaggio circostante. Il tutto dopo una fuga in cui Blazkowicz non si risparmia dall'uccidere nazisti e supersoldati a guardia di Wolfenstein.
La seconda parte "Gli oscuri segreti di Helga Von Schabbs" si svolge invece a Wulfburg. Qui, dopo aver sconfitto Rudi Jäger, "B.J" è accompagnato da Annette e Kessler, membri della resistenza. Cercando sempre il Dossier con le coordinate, egli si troverà faccia a faccia con Helga, ma proprio quando viene scoperto avviene un terremoto, scatenato dagli scavi che Helga stava supervisionando. Dagli scavi scaturisce un'energia soprannaturale che distrugge Wulfburg e trasforma la gente e gli stessi nazisti in zombie detti "tremanti". Facendosi largo in un vero e proprio incubo, Blazkowicz arriva fin nel cuore degli scavi, dove Helga libera persino un mostro risalente all'epoca di Re Ottone I di Sassonia. Dopo un momento in cui appare sotto controllo, il mostro uccide Helga e "B.J" lo affronta sconfiggendolo. Questo mette fine all'oscura forza sovrannaturale e Blazkowicz recupera il dossier dal cadavere di Helga.
La scena si sposta ad un campo di aviazione alleato dove "B.J", insieme a Fergus, si prepara a salire sull'aereo per l'assalto alla fortezza di Deathshead, dando così inizio agli eventi di "The New Order".

## Sequel
Alla conferenza Bethesda dell'E3 2017, è stato presentato un sequel di The New Order, dal nome di Wolfenstein II: The New Colossus, in uscita per PC, PS4 e Xbox One il 27 ottobre dello stesso anno; il reveal trailer è composto da cutscenes, nelle quali vengono confermate le presenze di alcuni personaggi già comparsi nel primo capitolo (tra cui Anya, fidanzata del protagonista, incinta di due gemelli) seguite da alcune sequenze di gameplay. Si vestiranno nuovamente i panni di William B.J. Blazkowicz (rinominato Terror-Billy), il quale, sopravvissuto all'attacco al complesso di "Deathshead" e costretto in sedia a rotelle in quanto semi-paralizzato, è ricercato dai nazisti e da Frau Irene Engel, antagonista principale in questo capitolo (già comparsa nel precedente capitolo come antagonista secondaria).